# Татаринов, Александр Аркадьевич
Алекса́ндр Арка́дьевич Тата́ринов (род. 25 октября 1950, Читинская область, РСФСР, СССР) — советский и российский военачальник, адмирал (2005). Командующий Черноморским флотом (2005—2007). Начальник Главного штаба ВМФ (2009—2016).

## Биография
Окончил Черноморское высшее военно-морское училище имени П. С. Нахимова (1967—1972), Высшие специальные офицерские классы ВМФ (1979—1980), Военно-морскую академию имени Маршала Советского Союза А. А. Гречко с отличием (1986—1988), Военную академию Генерального штаба Вооружённых Сил экстерном (2002).
Службу проходил инженером (1972—1973) и начальником (1973) лаборатории базы минно-торпедного оружия, командиром зенитной батареи (1973—1976) и ракетно-артиллерийской боевой части (1976—1977) большого противолодочного корабля «Славный», старшим помощником командира сторожевого корабля «Бодрый» (1977—1979), старшим помощником командира сторожевого корабля «Неукротимый» (1979), командиром большого противолодочного корабля «Образцовый» (09.1980—08.1986).
Был начальником штаба (07.1988—1990) и командиром (1990—1994) 128-й бригады противолодочных кораблей, начальником штаба (1994—04.1996) и командиром (04.1996—09.1997) Балтийской военно-морской базы Балтийского флота. Контр-адмирал (1995). 
Был начальником штаба (09.1997—02.2005) и командующим (02.2005—07.2007) Черноморским флотом, указом Президента Российской Федерации от 23 февраля 1998 года начальнику штаба Черноморского флота контр-адмиралу Александру Аркадьевичу Татаринову присвоено очередное воинское звание вице-адмирал. 
Был заместителем Главнокомандующего ВМФ (07.2007—07.2009), начальником Главного штаба ВМФ — 1-м заместителем Главнокомандующего ВМФ (07.2009—01.2016).
В 2002 году окончил Военную академию Генерального штаба Вооружённых сил Российской Федерации.
Приказом Министра обороны Российской Федерации от 15 февраля 2005 года № 137 во исполнение Указа Президента Российской Федерации № 152 от 12 февраля 2005 года назначен командующим Черноморским флотом. В соответствии с Указом Президента Российской Федерации № 1431 от 12.12.2005 и приказом Министра обороны Российской Федерации № 533 от того же числа, командующему Черноморским флотом Российской Федерации вице-адмиралу Александру Татаринову присвоено очередное воинское звание «адмирал».
17 июля 2007 года адмирал Александр Аркадьевич Татаринов был назначен заместителем главнокомандующего Военно-морским флотом России вместо адмирала Михаила Захаренко. 7 июля 2009 года назначен на должность начальника Главного штаба ВМФ — 1-го заместителя Главнокомандующего ВМФ вместо адмирала Абрамова.
В октябре 2010 года указом Президента РФ адмиралу Татаринову срок военной службы продлён на один год.
30 января 2012 года Президент России Дмитрий Медведев продлил полномочия начальника главного штаба — первого заместителя главнокомандующего ВМФ адмирала Александра Татаринова на четыре года, до достижения им 65-летнего возраста.
Женат, имеет двоих детей — дочь и сына.
Награждён советским орденом «За службу Родине в Вооружённых Силах СССР» III степени (1984) и российскими орденами «За заслуги перед Отечеством» IV степени с мечами (7.06.2010), «За военные заслуги» (1996), «За морские заслуги», медалями. Заслуженный военный специалист Российской Федерации (29.09.2004).